# Howie Dallmar
Howard Dallmar (ur. 4 maja 1922 w San Francisco, zm. 19 grudnia 1991 tamże) – amerykański koszykarz, skrzydłowy, mistrz BAA, wybrany do składu najlepszych zawodników ligi, późniejszy trener akademicki.
W 1948 roku notował średnio 12,2 punktu oraz 2,5 asysty, co zaowocowało miejscem w pierwszej piątce BAA. W kategorii asyst został liderem BAA, mimo iż minimalnie lepszą średnią uzyskał wtedy Ernie Calverley z Providence Steam Rollers. Tytuły lidera przyznawano wtedy jednak na podstawie łącznej liczby asyst uzyskanych w trakcie całego sezonu, a tutaj o zaledwie jedną lepszy był właśnie Dallmar.
27 listopada 1947 roku ustanowił niechlubny rekord NBA, oddając 15 niecelnych rzutów z gry, bez ani jednego trafienia w całym meczu. Wyrównał go 25 listopada 1948.

## Osiągnięcia
NCAA
- Mistrz NCAA (1942)[6]
- Most Outstanding Player (MOP=MVP) turnieju NCAA (1942)[7]
- Wybrany do II składu All-American (1945)[8]

BAA/NBA
- Mistrz BAA (1947)[1]
- Wybrany do I składu BAA (1948)[2]
- Lider:
  - sezonu regularnego BAA w asystach (1948)[9]
  - play-off BAA w średniej asyst (1948)[10]